# فدریکو پاسکوالونی
فدریکو پاسکوالونی (انگلیسی: Federico Pasqualoni؛ زادهٔ ۱۹ مارس ۱۹۹۷) بازیکن فوتبال است.